# モウコウマ

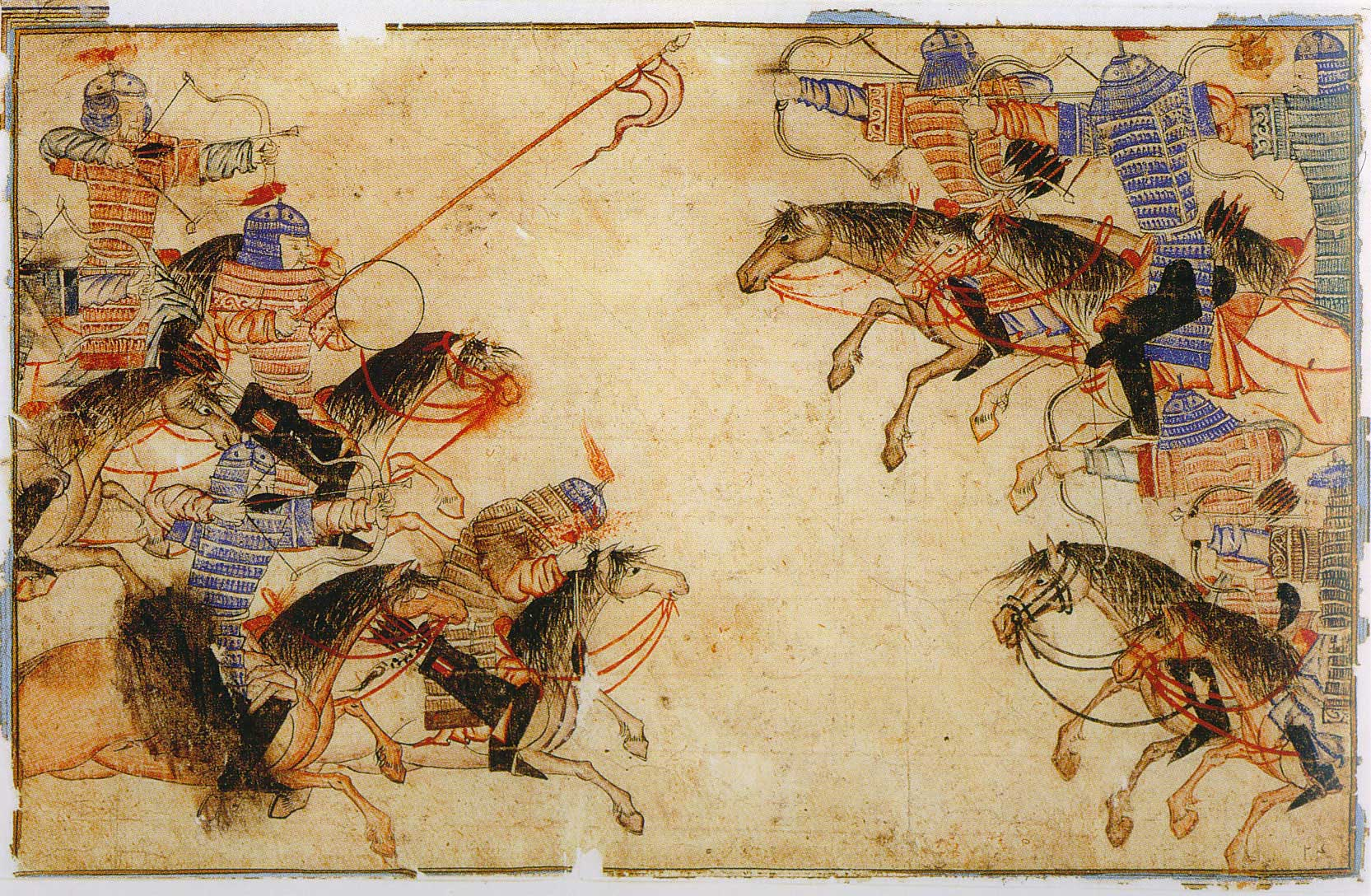
テュルク・モンゴル系の騎馬軍同士の会戦（『集史』）

モウコウマ（蒙古馬、英語: Mongolian horse、モンゴル語: Адуу, aduu）モンゴル周辺の中央アジア原産の家畜馬。ポニーに分類され、体高は120cmから140cm程度と比較的小さい。モンゴルに古くから伝わる品種で、遊牧民によって多数が群れで飼育され、牧畜の管理、移動、伝令、輓用などに用いられた。乳はそのままでは飲めず馬乳酒（アルコール度の低い発酵酒）に加工される。毛色は青毛、鹿毛、河原毛が多い。たてがみが豊富で頸は短く太い。野生の馬と飼育馬を交配する伝統が見られたが野生種は現在では絶滅したと推定される。

## 参考資料
- 「馬の用語事典」JRA競走馬総合研究所
- オットー・メンヒェン・ヘルフェン「トゥパ紀行」岩波書店
- 司馬遼太郎「街道を行く5 モンゴル紀行」朝日新聞社
- 司馬遼太郎「草原の記」新潮社